# DC Comics Nagy Képregénygyűjtemény
A DC Comics Nagy Képregénygyűjtemény egy kéthetente megjelenő képregénykönyv-sorozat az Eaglemoss Collection gondozásában. A kötetek keményborítóval jelennek meg és a DC Comics kiadó szuperhőseinek történeteit tartalmazzák. A terjedelem kötetenként változó, általában 110 és 200 oldal közé esik.
A kiadvány az 58. kötetig az Egyesült Királyságban megjelent sorrendet követi. Az első kötet 2017. január 4-én jelent meg, 990Ft-os bevezető áron. A második kötet 1990Ft, a további kötetek 2890Ft-ba kerülnek. A 31. kötettől 3090Ft-ra emelkedett az újságárusi ár, ám ez az előfizetőket nem érintette. A sorozatot kezdetben 60 részesre tervezték, de 2018. december 3-án bejelentésre került a sorozat folytatása további 20 kötettel. Ezt követően 2019 szeptemberében kibővítésre került 120 kötetesre. A 72. kötettől 3290 Ft-ra emelkedett az újságárusi ár, ami az előfizetőket nem érintette.
A sorozat 2014-ben Németországban, Brazíliában, 2015-ben az Egyesült Királyságban, Franciaországban és Belgiumban, 2016-ban Spanyolországban, Argentínában, Ausztráliában, Új-Zélandon és Lengyelországban, míg 2017-ben Csehországban és Magyarországon vette kezdetét. A sorrend eltér az egyes országok kiadásai között. Angliában 60-ról 100 fölé növelték a kötetek számát, míg Németországban heti kiadással 150 kötettel zárult a sorozat.
Két különszám is kiadásra került, melyek nagyobb terjedelemben és magasabb (7990 Ft) áron kaphatóak. Ezek rendszerint 360 feletti oldalszámmal rendelkeznek. Az Egyesült Királyságban előfizetői különszámok is megjelennek, Zöld Lámpás-történetekkel.

## Kötetek listája
| Kötetszám | Cím                                               | Eredeti megjelenés | Megjelenés dátuma    |
| --------- | ------------------------------------------------- | --- | -------------------- |
| 1         | Batman: Hush 1. rész                              | Batman #608-613 és Detective Comics #27 | 2017. január 4.      |
| 2         | Batman: Hush 2. rész                              | Batman #614-618 és Detective Comics #33 | 2017. január 18.     |
| 3         | Superman: A Kripton utolsó fia                    | Action Comics #844-846 & #851, Action Comics Annual #11, Superman Annual #13 és Superman #1                                                                          | 2017. február 1.     |
| 4         | Bábel tornya                                      | JLA #43-46, JLA Secret Files #3 és The Brave and the Bold #28 | 2017. február 15.    |
| 5         | Közellenségek                                     | Superman/Batman #1-6 és Superman #76 | 2017. március 1.     |
| 6         | Batman és fia                                     | Batman #655-658, #664-665 és Detective Comics #411 | 2017. március 14.    |
| 7         | Az Igazság Ligája: Az első év 1. rész             | JLA: Year One #1-6 és Justice League of America #9 | 2017. március 29.    |
| 8         | Az Igazság Ligája: Az első év 2. rész             | JLA: Year One #7-12 és Detective Comics #225 | 2017. április 12.    |
| 9         | Harley Quinn: Prelűdök és kop-kop viccek          | Harley Quinn #1-7 (2000 – 2001) és a "Batgirl: Year One" az The Batman Adventures #12-ből                                                                            | 2017. április 26.    |
| 10        | Superman: Az acélember                            | Man of Steel #1-6 és a "Superman, Champion of the Oppressed" az Action Comics #1-ből                                                                                 | 2017. május 10.      |
| 11        | Halál a családban                                 | Batman #426-#429 és Batman #366 | 2017. május 24.      |
| 12        | Lex Luthor: Az acélember                          | Lex Luthor: Man of Steel #1-5 és Action Comics #23 | 2017. június 7.      |
| 13        | Az Igazság Ligája: Föld-kettő                     | JLA: Earth 2 és The Flash #123 | 2017. június 21.     |
| 14        | A bátor és a vakmerő: Szerencselovagok            | The Brave and the Bold #1-6 és The Brave and the Bold #50 | 2017. július 5.      |
| 15        | Zöld lámpás: Titkos eredet                        | Green Lantern #29-35 és Showcase #22 | 2017. július 19.     |
| 16        | Superman: Superman halála                         | Superman: The Man of Steel #17-19, Justice League of America #69, Superman #73-75, és Action Comics #684                                                             | 2017. augusztus 2.   |
| 17        | Batman: Hosszú Halloween 1. rész                  | Batman: The Long Halloween #1-6 és Batman #181 | 2017. augusztus 16.  |
| 18        | Batman: Hosszú Halloween 2. rész                  | Batman: The Long Halloween #7-13 és Detective Comics #66 | 2017. augusztus 30.  |
| 19        | Flash: Futásra született                          | The Flash #62-65, The Flash Annual #8, Speed Force #1, The Flash 80-Page Giant #1 és The Flash #135                                                                  | 2017. szeptember 13. |
| 20        | Robin: Első év                                    | Robin: Year One #1-4 és Detective Comics #38 | 2017. szeptember 27. |
| 21        | Superman/Batman: Supergirl                        | Superman/Batman #8-13 és Action Comics #252 | 2017. október 11.    |
| 22        | Szentháromság                                     | Trinity #1-3 és World's Finest #71 | 2017. október 25.    |
| 23        | Csodanő: Elveszett Paradicsom                     | Wonder Woman #164-170 és New Teen Titans #38 | 2017. november 8.    |
| 24        | Az Igazság Ligája: A szög                         | Justice League of America: The Nail #1-3 és Superman #13 | 2017. november 22.   |
| 25        | Batman: A Végzet Gothambe érkezik                 | Batman: The Doom That Came to Gotham #1-3 és The Demon #1 | 2017. december 6.    |
| 26        | Csodanő: A kör                                    | Wonder Woman (Vol. 3) #14-17 és Wonder Woman #98 + #105 | 2017. december 20.   |
| 27        | Superman: Agykeselyű                              | Action Comics #866-870, Superman: New Krypton Special #1 és Action Comics #242                                                                                       | 2018. január 03.     |
| 28        | Macskanő: Selina Nagy Dobása                      | Catwoman: Selina's Big Score, Detective Comics #759-762 és Batman #1                                                                                                 | 2018. január 17.     |
| 29        | Az Igazság Ligája: Igazság 1. rész                | Justice #1-6 és More Fun Comics #73 | 2018. január 31.     |
| 30        | Az Igazság Ligája: Igazság 2. rész                | Justice #7-12 és Whiz Comics #2 | 2018. február 14.    |
| 31        | Superman: Titkos Eredet                           | Superman: Secret Origin #1-6 és Superman #125 | 2018. február 28.    |
| 32        | Batgirl: Első Évad                                | Batgirl: Year One #1-9 , Batman #139 | 2018. március 14.    |
| 33        | Batman: A Démon Születése 1. rész                 | Batman: Son of the Demon, Batman: Bride of the Demon, Batman #232 | 2018. március 28.    |
| 34        | Batman: A Démon Születése 2. rész                 | Batman: Birth of the Demon, Batman #235 | 2018. április 11.    |
| 35        | Az Igazság Ifjú Ligája: Micsoda csapat            | Young Justice Secret Files #1 & Young Justice #2-7, The Flash #92 | 2018. április 25.    |
| 36        | Macskanő: A Macskanő nyomában                     | Catwoman #1-4, #6-9 , Batman #62 | 2018. május 9.       |
| 37        | Zöld Íjász: Tegez 1. rész                         | Green Arrow #1-5, The Brave, the Bold #85 | 2018. május 23       |
| 38        | Zöld Íjász: Tegez 2. rész                         | Green Arrow #6-10, Flash Comics #86 + #92 | 2018. június 6.      |
| 39        | Flash: Zsiványok háborúja                         | The Flash #220-225, Showcase #8 | 2018. június 20.     |
| 40        | Batman: Különös jelenségek                        | Detective Comics #468, #471-476, #478-479, #481 és Detective Comics #36                                                                                              | 2018. július 4.      |
| 41        | Superman: Születési előjog 1. rész                | Superman: Birthright #1-6 és Action Comics #245 | 2018. július 18.     |
| 42        | Superman: Születési előjog 2. rész                | Superman: Birthright #7-12 és Adventure Comics #271 | 2018. augusztus 1.   |
| 43        | Csodanő: A Gorgó szeme                            | Wonder Woman #206-213 és Wonder Woman #92 | 2018. augusztus 15.  |
| 44        | Plastic Man: Szökésben                            | Plastic Man #1-6 és Police Comics #1 | 2018. szeptember 5.  |
| 45        | Zöld Íjász: Első év                               | Green Arrow: Year One #1-6 és More Fun Comics #73 | 2018. szeptember 19. |
| 46        | DC Új küldetés 1. rész                            | DC: The New Frontier #1-3 és Adventure Comics #466 | 2018. október 3.     |
| 47        | DC Új küldetés 2. rész                            | DC: The New Frontier #4-6 és Showcase #17 | 2018. október 17.    |
| 48        | Flash: Barry Allen visszatér                      | The Flash #74-79 és Superman #199 | 2018. október 31.    |
| 49        | Az Igazság Ligája: Újabb szög                     | JLA: Another Nail #1-3 és Showcase #34 | 2018. november 14.   |
| 50        | Csodanő: Istenek és halandók                      | Wonder Woman (Vol. 2) #1-7 és Wonder Woman (Vol. 1) #1 | 2018. november 28.   |
| 51        | Batman: A nevető ember & Arkham elmegyógyintézet  | Batman: The Man Who Laughs, Batman: Arkham Asylum - A Serious House on Serious Earth és Batman #327                                                                  | 2018. december 12.   |
| 52        | Az Igazság Ligája: Új világrend                   | JLA #1-4, JLA Secret Files and Origins #1 és Justice League of America #42                                                                                           | 2018. december 27.   |
| 53        | Az Új Tini Titánok: A Júdás szerződés             | The New Teen Titans #39-40, Tales of the Teen Titans #41-44, Tales of the Teen Titans Annual #3 és The Brave and the Bold #54                                        | 2019. január 2.      |
| 54        | Superman: A holnapért 1. rész                     | Superman #204-209 és Action Comics #241 | 2019. január 16.     |
| 55        | Superman: A holnapért 2. rész                     | Superman #210-215 és Action Comics #283 | 2019. január 30.     |
| 56        | Az Igazság Ligája: Kiálts az igazságért           | Justice League: Cry for Justice #1-7 és Action Comics #248 | 2019. február 13.    |
| 57        | Batman: A sisak alatt                             | Batman #635-641 és Detective Comics #168 | 2019. február 27.    |
| 58        | Zöld Lámpás/Zöld Íjász: Küzdelmes utakon          | Green Lantern/Green Arrow #76-81 és All American Comics #16 | 2019. március 13.    |
| 59        | Mocsárlény 1. rész                                | The Saga of Swamp Thing (1982) #21-27, House of Secrets (1956) #92                                                                                                   | 2019. március 27.    |
| 60        | AISZ: Az aranykor                                 | The Golden Age (1993) #1-4, Justice League of America (1961) #22 | 2019. április 10.    |
| 61        | Nemzetközi Igazságliga 1. rész                    | Justice League (1987) #1-6, Justice League International (1987) #7, Captain Atom (1965) #83                                                                          | 2019. április 24.    |
| 62        | Mocsárlény 2. rész                                | The Saga of Swamp Thing (1982) #28-34, Swamp Thing Annual (1982) #2, Swamp Thing (1972) #1                                                                           | 2019. május 8.       |
| 63        | Zöld Lámpás: Hal Jordan élve vagy halva           | Green Lantern (2005) #14-20, Green Lantern (1960) #16 | 2019. május 22.      |
| 64        | Superman és szuperhősök légiója                   | Action Comics (1938) #858-863, Adventure Comics (1938) #247 | 2019. június 5.      |
| 65        | Tini titánok: A jövő most van                     | Teen Titans/Legion Special (2004) #1, Teen Titans (2003) #16-23, The Brave and the Bold (1955) #60                                                                   | 2019. június 19.     |
| 66        | Batman: A sötét lovag dinasztia                   | Batman: Dark Knight Dynasty (1997), The Flash (1959) #137 | 2019. július 3.      |
| 67        | Flash: Palackba zárt villám                       | The Flash: The Fastes Man Alive (2006) #1-6, Impulse (1995) #1 | 2019. július 17.     |
| 68        | Nemzetközi Igazságliga 2. rész                    | Justice League International (1987) 8-12, Mister Miracle (1971) 1 | 2019. július 31.     |
| 69        | Superman: A vörös kriptonit válsága               | Superman (1987) 49-50, Adventures of Superman (1987) 472-423, Action Comics (1938) 659-660, Starman (1988) 28, Superman (1939) 61                                    | 2019. augusztus 14.  |
| 70        | Sólyom: Végtelen repülés                          | Hawkman (2002) 1-6, Hawkman Secret Files and Origins (2002) 1, Flash Comics (1940) 1                                                                                 | 2019. augusztus 28.  |
| 71        | Superman/Batman: Gyötrelem                        | Superman/Batman #37-42 and Forever People #1 | 2019. szeptember 11. |
| 72        | Flash: Fordulópont                                | Flashpoint 1-5, The Flash 139 | 2019. szeptember 25. |
| 73        | Batman/Vadásznő: Vérszomj                         | Batman/Huntress 1-6, DC Super Stars #17 | 2019. október 9.     |
| 74        | Az Igazság Ligája: Isten akarata                  | JLA: Act of God (2000) #1-3, The Brave and the Bold (1955) #30 | 2019. október 23.    |
| 75        | Superman: Mi történt a holnap emberével?          | Superman (1939) #30 (IV) & #423, Superman Annual (1960) #11, Action Comics (1938) #583, DC Comics Presents (1978) #85                                                | 2019. november 6.    |
| 76        | AISZ/AIL: Erény és bűn                            | JLA/JSA: Virtue and Vice (2002), Justice League of America (1960) #21, More Fun Comcis (1936) #55                                                                    | 2019. november 20.   |
| 77        | Batman: Fekete kesztyű                            | Batman #667-669, #672-615, 2007-2008, Detective Comics #110, 1946 | 2019. december 4.    |
| 78        | Superman/Batman: A világ legjobbjai               | Legends of the World’s Finest (1994) #1-3, World’s Finest Comics (1941) #88                                                                                          | 2019. december 18.   |
| 79        | A zöld lámpások bosszúja                          | Green Lantern (2005) #7-13, DC Comics Presents (1978) #27 | 2020. január 1.      |
| 80        | Superman/Shazam: Az első mennydörgés              | Superman/Shazam: First Thunder (2005) #1-4, Superman (1939) #276 | 2020. január 15.     |
| 81        | Superman/Batman: Generációk                       | Superman & Batman Generations (1999) 1-4, World’s Finest (1941) | 2020. január 29.     |
| 82        | Új Istenek 1. rész                                | New Gods (1971) 1-6, Tales of the Unexpected (1956) 16 | 2020. február 12.    |
| 83        | Új Istenek 2. rész                                | New Gods (1971) 7-11, Detective Comics (1937) 64 | 2020. február 26.    |
| 84        | Új Tini Titánok: A Titánok születése              | DC Comics Presents (1978) 26 (II), New Teen Titans (1980) 1-6, Doom Patrol (1964) 99                                                                                 | 2020. március 11.    |
| 85        | Superman: Pánik az égen                           | Action Comics (1938) 544, 674-675, Superman: The Man of Steel (1991) 9-10, Superman (1987) 65-66, Adventures of Superman (1987) 488-489                              | 2020. március 25.    |
| 86*       | Szuperhősök légiója: A Nagy Sötétség mondája      | Legion of Super-Heroes (1980) 290-294, Adventure Comics (1938) 300                                                                                                   | 2020. április 28.    |
| 87        | AISZ: Igazságot kell tenni                        | JSA (1999) 1-4, More Fun Comics (1940) 55 | 2020. május 12.      |
| 88        | A Te országod 1. rész                             | Kingdom Come (1996) 1-2, More Fun Comics (1936) 52 | 2020. május 26.      |
| 89        | A Te országod 2. rész                             | Kingdom Come (1996) 3-4, All-Star Comics (1940) 3 | 2020. június 9.      |
| 90        | Batman: Odüsszeia 1. rész                         | Batman: Odyssey (2010) 1-6, Detective Comics (1937) 32 | 2020. június 23.     |
| 91        | Batman: Odüsszeia 2. rész                         | Batman: Odyssey (2011) 1-7 & Batman (1940) 35 | 2020. július 7.      |
| 92        | Legendák                                          | Legends (1986) 1-6 & Firestorm (1978) 1 | 2020. július 21.     |
| 93        | Flash: Végsebesség                                | The Flash (1987) 95-100, The Flash (1959) 125 | 2020. augusztus 4.   |
| 94        | Tini Titánok: Donna Troy visszatér                | DC Special: The Return of Donna Troy (2005), Teen Titans (1966) 1 | 2020. augusztus 18.  |
| 95        | Batman és a Kívülállók                            | Batman and the Outsiders (1983) 1-4, The Brave and the Bold (1955) 200                                                                                               | 2020. szeptember 1.  |
| 96        | Igazság Ligája: Felemelkedés és bukás             | Justice League: Rise and Fall Special (2010) 1, Green Arrow and Black Canary (2007) 31-32, Justice League: The Rise of Arsenal (2010) 1-4, More Fun comics (1936) 89 | 2020. szeptember 15. |
| 97        | Időmesterek: Távlatpont                           | Time Masters: Vanishing Point (2010) 1-6 & Time Masters (1990) 1 | 2020. szeptember 29. |
| 98        | Tini Titánok: Gyerekjáték                         | Teen Titans (2003) 1-7 & The Flash (1959) 110 | 2020. október 13.    |
| 99        | Csodanő: Amazonok támadása 1. rész                | Wonder Woman (2006) 6-10, Amazons Attack! (2007) 1-2 Wonder Woman (1942) 183                                                                                         | 2020. október 27.    |
| 100*      | Csodanő: Amazonok támadása 2. rész                | Wonder Woman (2006) 11-13, Amazons Attack! (2007) 3-6 & Wonder Woman (1942) 185                                                                                      | 2020. november 10.   |
| 101       | AIL: Ijesztő szörnyek                             | JLA: Scary Monsters (2003) 1-6 & All-Star Squadron (1981) 25] | 2020. november 24.   |
| 102       | Batman: Törvényen kívüliek                        | Batman: Outlaws (2000) 1-3 & Batman (1940) 360 | 2020. december 8.    |
| 103       | AIL: Kapuőr                                       | JLA: Gatekeeper (2001) 1-3 & Green Lantern Annual (2000) 9 | 2020. december 22.   |
| 104       | Zöld Lámpás Alakulat                              | Green Lantern Corps (2006) 1-6 & Green Lantern Corps (1986) 201 | 2021. január 5.      |
| 105       | Batman: Idősíkok                                  | Batman: Tenses (2003) #1-2 & Green Lantern: Mosaic (1992) #1 | 2021. január 19.     |
| 106       | Supergirl: Valódi erő                             | Supergirl (2005) #0-5 & Action Comics (1938) #286 | 2021. február 2.     |
| 107       | Flash: Teljes gázzal                              | The Flash: The Fastest Man Alive (2007) #7-13 & The Flash (1956) #128                                                                                                | 2021. február 16.    |
| 108       | Macskanő: Mikor Rómában jársz                     | Catwoman: When In Rome (2004) #1-6 & Batman: Legends Of The Dark Knight Halloween Special (1993) #1                                                                  | 2021. március 2.     |
| 109       | Bátor és Vakmerő: A Végzet Könyve                 | The Brave and the Bold (2007) #7-12 & My Greatest Adventure (1955) #80                                                                                               | 2021. március 16.    |
| 110       | Batman: Második esély 1. rész                     | Batman (1940) #402-403, #408-411 & Batman (1940) #368 | 2021. március 30.    |
| 111       | Batman: Második esély 2. rész                     | Batman (1940) #412-416, Batman Annual #11 & Star-Spangled Comics #65                                                                                                 | 2021. április 13.    |
| 112       | Booster Gold: Arany és kék                        | Booster Gold (2007) #0, #7-10, #1,000,000 & Booster Gold (1986) #1                                                                                                   | 2021. április 27.    |
| 113       | Superman/Supergirl: Örvény                        | Superman/Supergirl: Maelstrom #1-5 & Mister Miracle (1971) #6 | 2021. május 11       |
| 114       | Flash: Gyors pénz                                 | The Flash #238-243 & The Flash #106 | 2021. május 25.      |
| 115       | DC Hősök/Világ legnagyszerűbb szuperhősei 1. rész | Superman: Peace on Earth, Batman: War on Crime and Shazam: Power of Hope & Shazam #1                                                                                 | 2021. június 8.      |
| 116       | DC Hősök/Világ legnagyszerűbb szuperhősei 2. rész | Wonder Woman: Spirit of Truth, JLA: Secret Origins and JLA: Liberty and Justice & Christmas with the Super-Heroes #2                                                 | 2021. június 22.     |
| 117       | Zöld Íjász/Fekete Kanári                          | Green Arrow #75, Black Canary #1-4, Black Canary: Wedding Planner #1, Green Arrow & Black Canary Wedding Special #1 & Justice League Of America #75                  | 2021. július 6.      |
| 118       | Csodanő: Az olimposzi felemelkedése               | Wonder Woman #26-33 & Wonder Woman #106 | 2021. július 20.     |
| 119       | Korábbi nevén: Igazság Ligája                     | Formerly Known as the Justice League #1-6 & DC Comics Presents #46                                                                                                   | 2021. augusztus 3.   |
| 120       | Batman. Jekyll és Hyde                            | Batman: Jekyll and Hyde 1-6 & Batman #81 | 2021. augusztus 17.  |

## Különszámok
| Kötetszám      | Cím                      | Eredeti megjelenés | Megjelenés dátuma   |
| -------------- | ------------------------ | --- | ------------------- |
| 1. különkiadás | Végtelen világok krízise | Crisis on Infinite Earths #1-12 | 2017. augusztus 30. |
| 2. különkiadás | Végtelen krízis          | Infinite Crisis #1-7, Infinite Crisis Secret Files and Origins 2006, Superman #226, Action Comics #836 és Adventures of Superman #649 | 2019. január 14.    |

## Más kiadók korábbi kiadásai
Ez a lista a gyűjtemény azon történeteit sorolja fel, amit más kiadó korábban már megjelentetett Magyarországon.
| Kötetszám | Cím                        | Korábbi megjelenés                                           | Korábbi kiadó    | Megjelenés dátuma            |
| --------- | -------------------------- | ------------------------------------------------------------ | ---------------- | ---------------------------- |
| 1         | Batman: Hush 1. rész       | Batman Hush 1.-2.                                            | Képes kiadó      | 2006. december-2007. március |
| 2         | Batman: Hush 2. rész       | Batman Hush 2.-3.                                            | Képes kiadó      | 2007. március, május         |
| 4         | Bábel tornya               | Batman különszám 2014/1                                      | Kingpin kiadó    | 2014. augusztus              |
| 6         | Batman és fia              | Batman #1-4                                                  | Kingpin kiadó    | 2014. május-november         |
| 10        | Superman: Az acélember     | Superman #1-4                                                | Semic Interprint | 1990-1991                    |
| 11        | Halál a családban          | Batman 2–4.                                                  | Semic Interprint | 1990. február-április        |
| 15        | Zöld lámpás: Titkos eredet | Zöld lámpás: A kezdet titka                                  | Cartaphilus      | 2011. augusztus              |
| 16        | Superman: Superman halála  | Superman & Batman #41-43                                     | Semic Interprint | 1999. április-augusztus      |
| 21        | Superman/Batman: Supergirl | Superman és Batman: Supergirl - Egy lány a Kripton bolygóról | Képes kiadó      | 2008. november               |
| 51        | Batman: A nevető ember     | Batman különszám 2016/1                                      | Kingpin kiadó    | 2016. október                |
| 51        | Arkham elmegyógyintézet    | Batman: Arkham Elmegyógyintézet                              | Képes kiadó      | 2008. július                 |

## Lásd még
- DC Comics – A legendás Batman - Az Eaglemoss kiadó Batman-történeteket közlő sorozata
- Marvel Comics Nagy Képregénygyűjtemény - A Hachette kiadó Marvel-képregényes gyűjteménye